# Okou
Pour les articles homonymes, voir Okou (homonymie).
Okou est un duo de musique folk franco-allemand, originaire de Paris, actif entre 2006 et 2016.

## Histoire

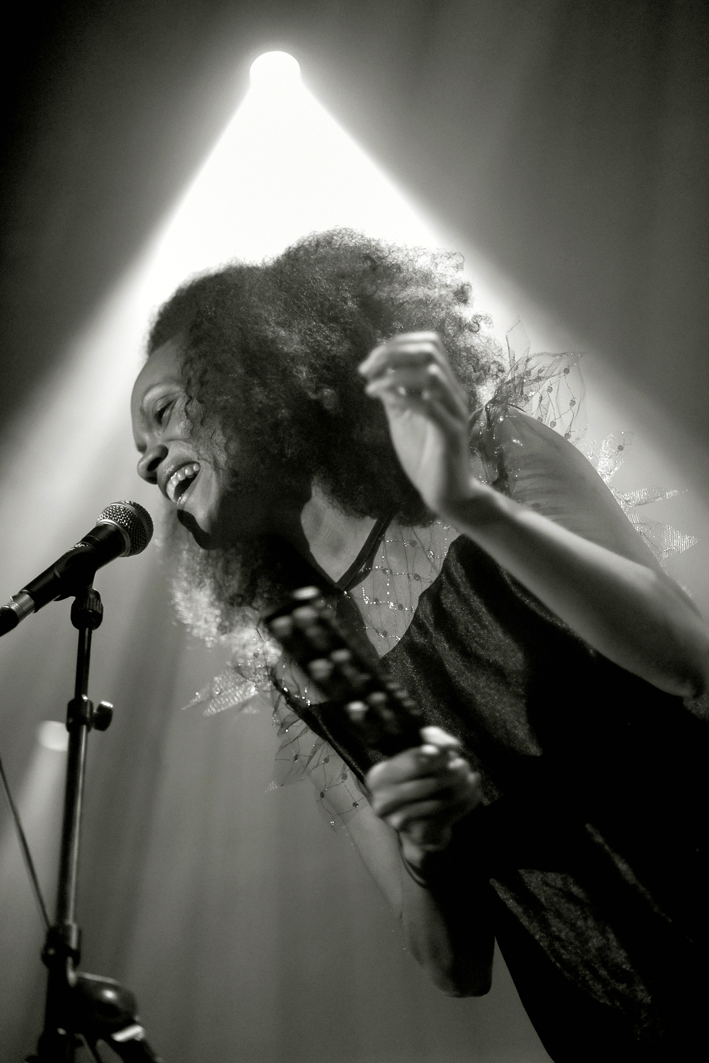
Tatania Heintz en 2010.

Tatiana Heintz, née d'un père français et d'une mère ivoirienne, voyage beaucoup : pendant son enfance, elle suit son père en Afrique de l'Ouest avant de venir faire des études de graphisme en France, Puis elle passe 9 ans à Londres, où elle se consacre à la musique, collaborant avec des artistes tels que Mick Jagger ou encore Keziah Jones,.En 2005, elle s'installe à Paris. 
Gilbert Trefzger, né d'un père suisse et d'une mère égyptienne, apprend à jouer du oud, du banjo et de la guitare slide aux côtés de Nitin Sawhney ou Roy Ellis. Il écrit par ailleurs quelques musiques pour le cinéma et le théâtre et participe aux albums de Thomas D. et de Ernest Saint-Laurent. 
C'est en 2006 que les deux membres du futur groupe Okou se rencontrent dans un bar local. 
Pendant les années qui suivent leur rencontre, Tatiana et Gilbert composent leurs morceaux en échangeant des fichiers par mail et quelques rencontres leur permettent de finaliser les diverses chansons. La musique créée transcende les genres, empruntant tout à la fois au folk, à la pop, à la soul et à la world music. Finalement, Universal adopte leur musique, et leur premier album Serpentine, est enregistré en 5 jours dans des conditions de live,,. Cet album, porté par le single To the Bone, sort en version numérique en 2009, puis en format CD en 2010.

## Membres

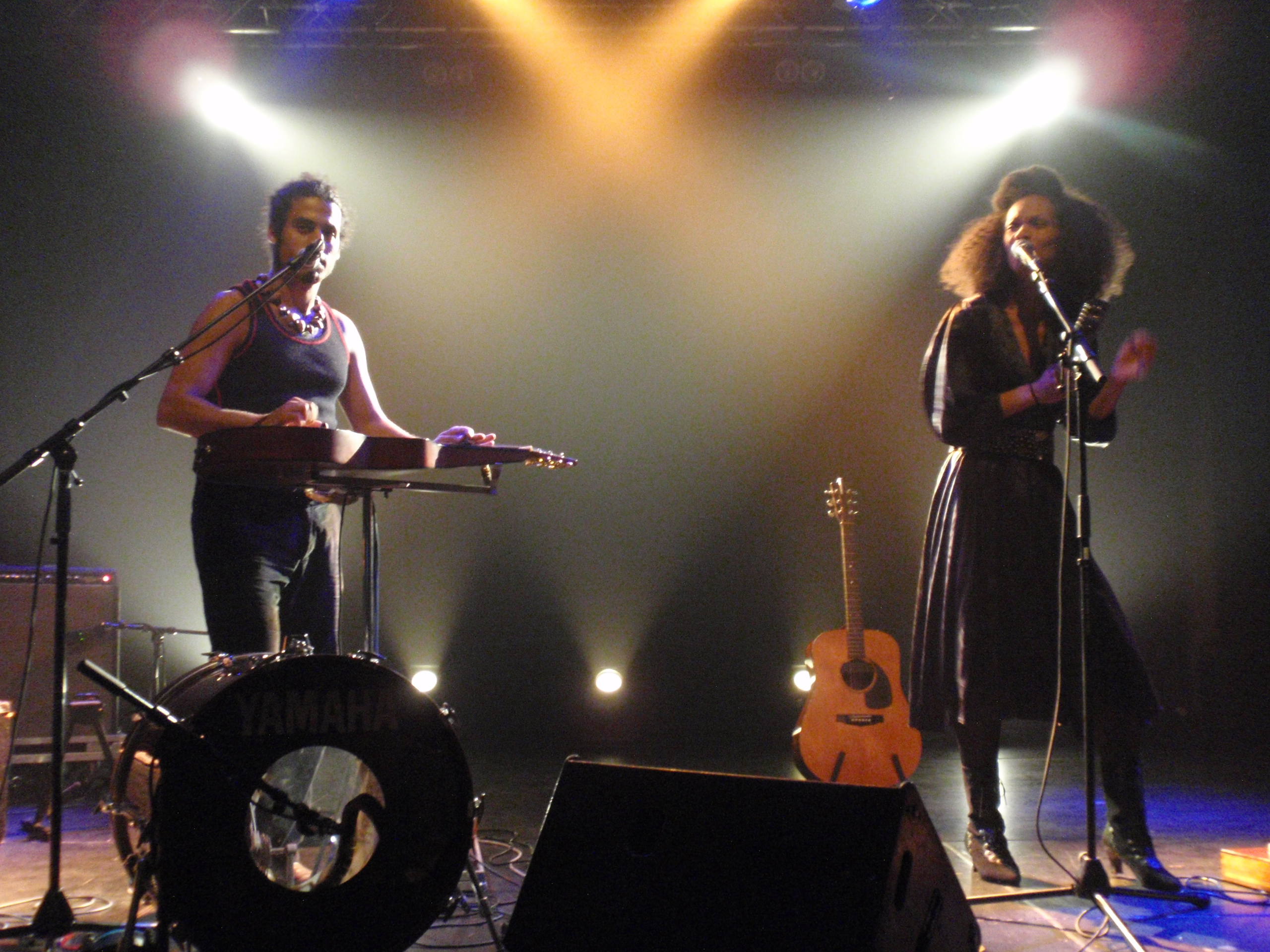
Okou en concert place de Chambre le 29 juillet 2010.

- Okou en concert place de Chambre le 29 juillet 2010.Tatiana Heintz — chant, guitare acoustique
- Gilbert Trefzger — oud, banjo, guitare slide, grosse caisse

## Discographie

### Album studio
- 2009 : Serpentine

### Single
- 2009 : To the Bone